# Флавий Флоренций (консул 515 года)
Флавий Флоренций  (лат. Flavius Florentius) — римский политик начала VI века.

## Биография
В 515 году Флоренций занимал должность консула (на Западе) вместе с Флавием Прокопием Антемием (на Востоке). По всей видимости, был отцом военного магистра Константиола.